# Корнійчук Олександр Євдокимович
Корнійчу́к Олекса́ндр Євдоки́мович (12 (25) травня 1905 , Христинівка, Київська губернія  — 14 травня 1972 , Київ ) — радянський український компартійний письменник, драматург, публіцист, державний і громадський діяч; член Президії ЦК Компартії України у червні 1953 — червні 1954 року. Голова Верховної Ради Української РСР, нарком закордонних справ Української РСР, голова Урядового комітету з присудження премій ім. Т. Шевченка; академік АН Української РСР за відділенням літератури та мови (1939), академік АН СРСР за відділенням літератури та мови (27.09.1943), доктор філологічних наук (27.10.1943), віцепрезидент Всесвітньої Ради миру, Герой Соціалістичної Праці (23.02.1967), п'ятикратний лауреат Сталінської премії (1941, 1942, 1943, 1949, 1951). Голова Спілки письменників Української РСР у 1938—1941 та в 1946—1953 роках. Член ЦК КПУ в 1949—1972 роках. Член ЦК КПРС в 1952—1972 роках. Депутат Верховної Ради СРСР 1—8-го скликань. Депутат Верховної Ради Української РСР 1—8-го скликань. Голова Верховної Ради Української РСР 2—3-го і 5—8-го скликань (у 1947—1953 і 1959—1972 роках).

## Життєпис
Народився 12 [25] травня 1905 року на станції Христинівка, тепер районний центр Христинівського району Черкаської області, Україна. Син робітника—слюсаря залізничного депо станції Христинівки Євдокима Митрофановича Корнійчука та домогосподарки Меланії Тодорівни (Федосіївни) Стецюк.
Навчався у двокласній церковнопарафіяльній школі села Дзендзелівки, а з 1913 року — у Христинівській залізничній школі, яку закінчив у 1917 році. З 1917 по 1919 рік навчався в Уманському міському двокласному училищі, навчання не завершив через смерть батька.
З 1919 року працював ремонтним шляховим робітником на залізниці в Христинівці. Був керівником українського драматичного гуртка при залізничному клубі станції Христинівки. У 1923 році вступив до комсомолу.
Освіту здобув на робітничому факультеті (1923—1925) та на мовно-літературному факультеті Київського інституту народної освіти (1925—1929). У 1929—1930 роках працював сценаристом Київської кінофабрики, викладав на сценарних курсах у Києві. У 1930—1934 роках — сценарист Харківської кінофабрики, художній керівник Одеської комсомольської кінофабрики, редактор-сценарист тресту «Українфільм».
У 1925 дебютував оповіданням «Він був великий», присвяченим Леніну. Також був автором оповідань «Веселеньке», «Студентське», «Добре серце», «В'юн», «Заплутана проблема» та детективної повісті «Через кордон».
Писав в основному п'єси на політичні теми завжди згідно з «лінією партії» (політичними й ідеологічним настановами ЦК ВКПб/КПРС). Дебютні Корнійчукові драматичні твори «На грані» (1928), «Кам'яний острів» (1929), «Штурм» (1930) були спрямовані проти «українських буржуазних націоналістів й інших ворогів народу». Комедія «Фіолетова щука» (1930) стала основою сценарію для фільму «Приємного апетиту».
Найвідоміші п'єси довоєнного періоду: «Загибель ескадри» (1933), «Платон Кречет» (1934). Причому в останній Корнійчук, за словами парткритики, «створив образ вирощеного партією передового радянського інтелігента». У 1935 році разом з Андрієм Іркутовим був співавтором масової п'єси «Ідуть будьонівці» (пісня-поема).
У червні 1935 року взяв участь у прорадянському Міжнародному конгресі письменників на захист культури в Парижі (Франція).
У 1936 році написав побутову драму «Банкір», а у 1937 році — п'єсу «Правда», в якій Ленін уперше став персонажем української драматургії. У 1938 році створив історичну драму «Богдан Хмельницький», в 1940 році — комедію «В степах України».
Член ВКП(б) з 1940 року.
Під час німецько-радянської війни служив в армії: політпрацівник політичного управління Південно-Західного фронту, кореспондент центральних газет і партизанських видань. Серед творів воєнних років найвідоміша його п'єса «Фронт» (1942), що її написано за особистою вказівкою і з правкою Сталіна, де критиковано старих генералів — героїв Громадянської війни, що не вміли воювати в нових умовах. Цікаво, що п'єсу, в дещо відредагованій версії, виконувано й на окупованих під німцями територіях під назвою «Ось так вони воюють» (So wie sie kämpfen). Також під час війни Корнійчук написав комедії «Партизани в степах України» (1941), «Місія містера Перкінса в країну більшовиків» (1944).
23 травня 1943 — 2 лютого 1944 року — заступник народного комісара закордонних справ СРСР (у справах слов'янських країн).
З 5 лютого по 12 липня 1944 року — народний комісар закордонних справ Української РСР. З 12 липня 1944 по 24 січня 1946 року — голова Управління (Комітету) у справах мистецтв при РНК Української РСР. У 1947—1953 роках — голова Верховної Ради Української РСР.
У післявоєнний період написав п'єси «Приїздіть у Дзвонкове» (1945), «Мрія» (1946), «Макар Діброва» (1948), «Калиновий гай» (1950).
У 1951 р. разом із дружиною Вандою Василевською написав лібрето опери «Богдан Хмельницький», яке зненацька зазнало нищівної критики в партійній пресі. До 1953 р. зробив новий варіант, що вже повністю задовольнив ЦК. Після смерті Сталіна зберіг великий вплив у літературних і партійних колах.
З 30 травня 1953 по 6 липня 1954 року працював першим заступником голови Ради міністрів Української РСР. З 1959 по 1972 рік — голова Верховної Ради Української РСР. Найвідоміші п'єси цього періоду: «Крила» (1954), «Чому посміхалися зорі» (1957), «Над Дніпром» (1960), «Сторінка щоденника» (1964), «Розплата» (1966), «Мої друзі» (1967), «Пам'ять серця» (1969).
У листопаді 1961 року Рада міністрів Української РСР затвердила Урядовий республіканський комітет із присудження премій імені Тараса Шевченка, його головою став письменник Корнійчук.
Був тричі одружений. Перша дружина (в 1928—1942 роках) — театральний режисер Шарлотта Мойсеївна Варшавер. Найтриваліший шлюб — з польською письменницею Вандою Василевською.
У грудні 1964 року одружився із 43-річною актрисою театру ім. Івана Франка Мариною Федотівною Захаренко, матір'ю відомого режисера Володимира Бортка.
У 1934—1938 роках мешкав у будинку письменників Роліт. Пізніше переїхав на вулицю Шовковичну, 20. Протягом 1944—1945 років мешкав у садибі Барбана У 1949—1957 роках разом із дружиною Вандою Василевською мешкав у будинку, збудованому для родини генерала Ватутіна на місці зруйнованих Вознесенської церкви та кладовища при ній (нині вул. Січових стрільців), 46).
Помер 14 травня 1972 року. Похований у Києві на Байковому кладовищі (ділянка № 2; надгробний пам'ятник — мармур, граніт; скульптор О. П. Скобликов, архітектор А. Ф. Ігнащенко; встановлений у 1973 році).

## Зв'язок із кінематографом
Був редактором на Київській, Одеській і Харківській кіностудіях (1929—1934).
Автор сценаріїв фільмів: «Чорні дні» (1930, у співавт. з П. Долиною), «Два промфінплани» (1930), «Свині завжди свині» (1931, у співавт. з Х. Шмаїном), «Смачного» (1933, у співавт. з Х. Шмаїном), «Останній порт» (1934, у співавт. з А. Кордюмом), «Богдан Хмельницький» (1941), «Партизани в степах України» (1942), «Фронт» (1943), «В степах України» (1952), «300 років тому…» (1956), «Загибель ескадри» (1965), «А тепер суди...» (1966), «Чому посміхалися зорі» (1966, т/ф).
Здійснив сценарну доробку кінокартини «Тарас Шевченко» (1951) після смерті її режисера І. Савченка.
За п'єсами О. Корнійчука зафільмовано стрічки: «В степах України» (1952) Г. Юри, «Калиновий гай» (1953) Т. Левчука, «Правда» (1957) В. Добровольського, І.Шмарука (1957), «Платон Кречет» (1972, т/ф).
Збереглися документальні кадри, де показано О. Корнійчука в його робочому кабінеті (див.: «Кіножурнал», 1929, № 33/128), фрагмент постановки його п'єси «Правда» у Київському українському драматичному театрі ім. І. Франка (див.: «Радянська Україна», 1938, лютий, № 6), О. Корнійчук як член урядової комісії приймає в Ленінграді скульптуру М. Манізера Т. Шевченка для Києва (див.: «Радянська Україна», 1939, 10 січня, № 4), виступає в Харкові на вечорі, який присвячено 125-річчю від дня народження Т. Шевченка (див.: «Радянська Україна», 1939, 3 лютого, № 13), присутній у залі на ювілеї Шолом-Алейхема (див.: «Радянська Україна», У 1939 р., 30 квітня, № 33), під час прогулянки по Дніпру з акторами МХАТу (див.: «Радянська Україна», 1939, 3 липня, № 53), покладає квіти на могилу І. Франка у Львові, бере участь у роботі сесії Верховної Ради Української РСР (див.: фільм «Звільнення українських і білоруських земель від гніту польських панів і возз'єднання народів-братів у єдину сім'ю», 1940).
Про нього зняті науково-популярні стрічки «Олександр Корнійчук» (1970) та «Солдат миру» (1975).

## Пам'ять

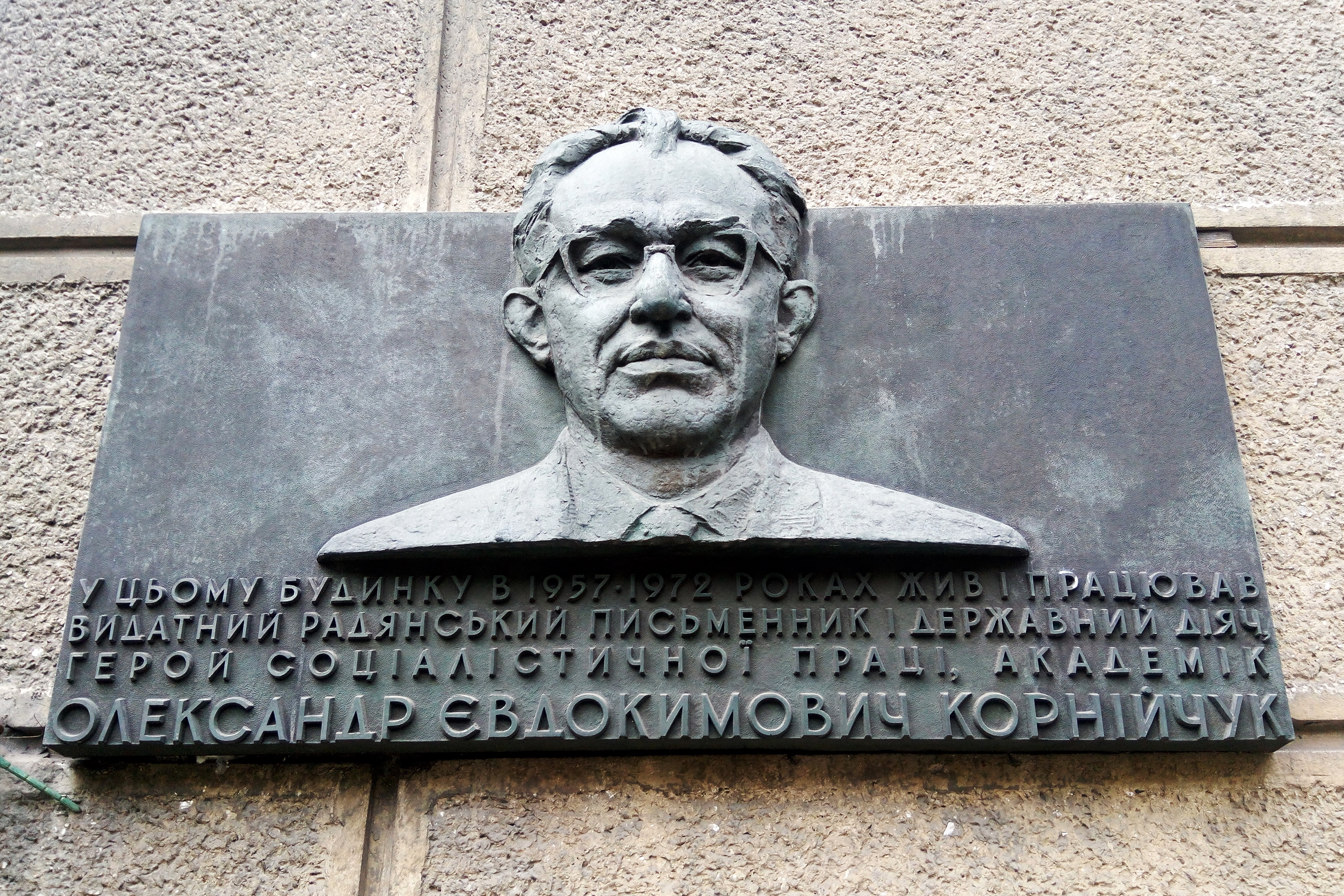
Меморіальна дошка Олександру Корнійчуку на вулиці Шовковичній 10 в Києві

- Іменем Олександра Корнійчука було названо проспект у Києві (нині Оболонський проспект) та станцію метро (нині — «Оболонь»).
- У Коломиї нинішня вулиця Біберовичів називалася іменем Корнійчука у 1945—1957 роках.
- У місті Ніжині (Чернігівська область) існувала вулиця на честь О. Корнійчука (з 2016 — вулиця Пантелеймона Куліша).
- 1979 року частину вулиці Федьковича у Львові перейменовано на честь Олександра Корнійчука[8] (нині вулиця Поліщука).
- У рідному місті Христинівці іменем Корнійчука названа одна з вулиць міста та Христинівська спеціалізована школа № 1.
- У журналі «Перець» № 10 за 1975 рік розміщено дружній шарж Анатолія Арутюнянца, присвячений Олександру Корнійчуку[9][10].

## Маловідомі факти
- За свідченням кінооператора Юрія Тамарського, сюжет п'єси «Загибель ескадри» Корнійчук украв у режисера Арнольда Кордюма і прозаїка Вадима Охременка. Адже досі залишається дивним те, як міг початківець у свої 28 років написати таку епічну драму про моряків, виявивши неабияку обізнаність із флотськими звичаями, побутом, мовою тощо. П'єса дала чудову нагоду пробитися — Корнійчук надіслав її як власний твір на Всеукраїнський конкурс найкращої радянської п'єси, який оголошено в лютому 1933 р. Крім того, у просуванні наступних п'єс Корнійчукові неодноразово допомагав пролетарський письменник «червоний граф» Олексій Миколайович Толстой. Корнійчука з молодих літ було втаємничено в чекістські та кремлівські справи, він виконував делікатні справи далеко не літературного змісту. Нині Корнійчука вважають за типовий зразок залаштункових механізмів піднесення політичних пристосуванців до рангу літературних класиків.

- У 1960-х роках Норман Казінс[en], Олександр Корнійчук та інші діячі культури розпочали американсько-радянську Дармутську конференцію[en] для мирного процесу врегулювання конфліктів.[11][12]

### Прижиттєві анекдоти
- Скажіть, Корній Чуковський та Корнійчук — це один письменник чи два різні?
 — Це один і той же письменник, але підписується різними псевдонімами. Коли він пише щось що варте, то підписується повним ім'ям та прізвищем — «Корній Чуковський». А коли пише якусь халтуру, то підписує стисло — «Корнійчук».

## Видання зібрань творів
- Корнійчук О. Драматичні твори: В 2 т. — Київ: Мистецтво, 1955 (наклад 15 тис. прим.).
- Корнейчук А. Сочинения: В 3 т. — Москва: Сов. писатель, 1956 (наклад 30 тис. прим.).
- Корнійчук О. Твори: У 5 т. — Київ: Рад. письменник, 1966—1968 (наклад 20 тис. прим.).
- Корнейчук А. Собрание сочинений: В 4 т. — Москва: Сов. писатель, 1976—1977 (наклад 25 тис. прим.).
- Корнійчук О. Зібрання творів: У 5 т. — Київ: Наук. думка, 1986—1988 (наклад 25,5 тис. прим.).

## Звання і ранги
- бригадний комісар (1941)
- полковник (1943)
- надзвичайний і повноважний посол СРСР (1943)

## Нагороди та премії
- Герой Соціалістичної Праці (23.02.1967)
- шість орденів Леніна (31.01.1939; 23.01.1948; 24.05.1955; 24.11.1960; 24.05.1965; 23.02.1967)
- орден Жовтневої Революції (02.07.1971)
- орден Червоного Прапора (13.09.1943)
- орден Червоної Зірки (01.10.1944)
- медаль «Партизану Вітчизняної війни» 1-го ступеня (14.11.1944)
- Сталінська премія першого ступеня (1941) — за п'єси «Платон Кречет» (1934) і «Богдан Хмельницький» (1939)
- Сталінська премія першого ступеня (1942) — за п'єсу «В степах України» (1941)
- Сталінська премія першого ступеня (1943) — за п'єсу «Фронт» (1942)
- Сталінська премія другого ступеня (1949) — за п'єсу «Макар Діброва» (1948)
- Сталінська премія третього ступеня (1951) — за п'єсу «Калиновий гай» (1950)
- Міжнародна Ленінська премія «За зміцнення миру між народами» (1960)
- Державна премія УРСР імені Т. Г. Шевченка (1971) — за п'єсу «Пам'ять серця» (1969)
- Почесна грамота Президії Верховної Ради Української РСР (4.08.1964)